# Gennaio (EP)
Gennaio è un EP dei Diaframma pubblicato nel 1989 da Diaframma Records.

## Il disco
Il disco è stato distribuito in vinile trasparente.

## Tracce
Lato A
1. Gennaio
2. L'amore segue i passi di un cane vagabondo

Lato B
1. Voce che chiami
2. Gloria

## Formazione
- Federico Fiumani - voce, chitarra
- Massimo Bandinelli - basso
- Fabio Provazza - batteria